# Малая Буинка
Ма́лая Буи́нка — деревня в Буинском районе Татарстана. Административный центр и единственный населённый пункт Малобуинковского сельского поселения.

## География
Находится в юго-западной части Татарстана, в 4 км к западу от районного центра — города Буинска, у реки Карла.

## История
Основано в XVIII веке.
До 1860-х годов жители относились к сословию удельных (до 1797 г. – дворцовых) крестьян. Основные занятия жителей в этот период – земледелие и скотоводство.
В «Списке населенных мест по сведениям 1859 года», изданном в 1863 году, населённый пункт упомянут как удельная деревня Ентуганово (Буинка) 2-го стана Буинского уезда Симбирской губернии. Располагалась на левом берегу реки Карлы, по правую сторону коммерческого тракта из Буинска в Алатырь, в 2 верстах от уездного города Буинска и в 48 верстах от становой квартиры в удельной деревне Шихарданы. В деревне, в 13 дворах проживали 107 человек (56 мужчин и 51 женщина).
В начале XX века действовали мечеть, медресе. Земельный надел сельской общины составлял 198,7 десятины.
До 1920 года деревня входила в Рунгинскую волость Буинского уезда Симбирской губернии. С 1920 года в составе Буинского кантона ТАССР. С 10 августа 1930 года в Буинском районе.
В 1930–2008 годах в деревне действовала неполная средняя школа, до 2010 – начальная.
В 1931 году в деревне организован колхоз «Кызыл тау». В 1966 году открыта птицеферма «Буинская» (с 1996 г. Буинская птицефабрика).

## Население
| 1795 | 1859 | 1880 | 1897 | 1910 | 1913 | 1920 | 1926 | 1938 | 1949 | 1958 | 1970 | 1979 | 1989 | 2002 | 2010 | 2015 |
| ---- | ---- | ---- | ---- | ---- | ---- | ---- | ---- | ---- | ---- | ---- | ---- | ---- | ---- | ---- | ---- | ---- |
| 136  | 107  | 152  | 218  | 290  | 317  | 352  | 285  | 308  | 260  | 304  | 500  | 496  | 475  | 625  | 653  | 703  |

| 2012 | 2013 | 2014 | 2015 | 2016 | 2017 |
| ---- | ---- | ---- | ---- | ---- | ---- |
| 661  | ↗665 | ↗667 | ↗668 | ↘666 | ↗667 |

Национальный состав села — татары.

## Экономика
Жители работают преимущественно на птицефабрике, занимаются полеводством.

## Инфраструктура
В деревне действуют дом культуры, библиотека, детский сад (с 1987 г.), фельдшерско-акушерский пункт.

## Религия
Мечеть (с 2003 г.).